# 謝霖 (正德進士)
謝霖（？—？），字世澤，直隸徽州府祁門縣人，民籍，明朝政治人物。

## 生平
應天府鄉試第八十五名舉人。正德十六年（1521年）中式辛巳科會試第二百七十名，登第二甲第八十名進士。

## 家族
曾祖謝功績；祖父謝汝隆；父謝瑢。前母方氏；母周氏。